# La Hiruela
La Hiruela là một đô thị trong Cộng đồng Madrid, Tây Ban Nha. Đô thị La Hiruela có diện tích 17,18 km², dân số theo điều tra năm 2010 của Viện thống kê quốc gia Tây Ban Nha là 76 người. Đô thị La Hiruela nằm ở khu vực có độ cao mét trên mực nước biển.

## Biến động dân số
| 1991 | 1996 | 2001 | 2004 | 2008 |
| ---- | ---- | ---- | ---- | ---- |
| 50   | 56   | 77   | 90   | 76   |